# 굿모닝FM
굿모닝FM 테이입니다는 대한민국의 라디오 채널 MBC FM4U(수도권 기준 FM 91.9㎒)에서 아침 7시부터 오전 9시까지 방송되는 아침 정보 전문 라디오 프로그램이다. 일부 지역에는 1, 2부만 또는 지역국에서 자체 제작하여 방송된다.

## 역사

### 굿모닝FM 이전
굿모닝FM의 역사는 1970년대로 거슬러 올라간다. 1970년대 전신인 "FM 아침의 행진"이라는 이름으로 첫방송되었다. 그 후 1988년 4월 1일 프로그램 이름을 "FM모닝쇼"로 프로그램 명칭이 변경되었다. "FM모닝쇼"의 마지막 진행자 방현주 아나운서가 중국 유학을 가게 되어 2003년 4월 봄 개편 때 하차하면서 "굿모닝FM"으로 이름을 바꾸기 시작하여 오늘에 이르고 있다.  "굿모닝FM"의 옛 이름들은 MBC의 지방방송사에서 현재에도 사용되고 있다. 2013년 4월 14일에 방송 10주년을 맞이하였고, 2015년 4월 14일에 방송 12주년을 맞이하였고, 2018년 4월 14일에 방송 15주년을 맞이하였으나, 2023년 4월 14일에 방송 20주년을 맞이하였다.

### 굿모닝FM
"굿모닝FM"으로 방송 프로그램 제목이 변경되고 초대 DJ는 MBC 아나운서인 김성주가 맡게 되었고, 당시 동시간대 청취율이 1위일 정도로 인기를 누렸다. 그러나 그는 프리랜서 선언을 하면서 2007년 3월 20일까지 방송을 진행하고 하차하였다. 이후 임시 DJ로 이어지다 MBC 라디오 봄 개편으로 4월 23일부터는 대한민국의 희극인 지석진이 방송을 진행하다가 같은 해 가을 개편으로 10월 15일부터는 방송인 서현진이 진행하였다. 하지만 서현진 아나운서의 잦은 출장과 네버엔딩스토리 촬영이 겹치면서 1년 후에 스스로 물러났고, 후임으로 초대 DJ였던 MC 김성주가 2008년 10월 13일부터 다시 DJ직을 맡았으나 불과 반년 만에 다시 하차하였으며, 2009년 4월 13일부터 방송인 오상진이 DJ를 맡다가 진행 2년여 만에 하차하였다. 2011년 5월 9일부터 MBC 아나운서 이진이 진행하였으나, 2012년 MBC 노조 파업으로 인하여 1월 29일을 끝으로 하차하였으며, 2012년 1월 30일부터는 전주현 리포터가 정식 DJ를 맡았다. 2012년 7월 23일부터 2년 동안 캐나다 유학을 마치고 돌아온 방송인 서현진이 4년여 만에 다시 진행을 맡게 되었지만 2013년 9월 1일 방송을 끝으로 또 다시 하차하였다. 2013년 9월 2일부터는 MC 전현무가 진행을 맡았으나, 개인 건강 악화로 인해 2016년 5월 29일까지 진행하고 하차하였다. 2016년 5월 30일부터 방송인 노홍철이 진행을 맡았으나, 2017년 12월 31일까지 진행하고 하차하였다. 그 후 다시 임시 DJ로 이어지다 2018년 4월 9일부터 2019년 9월 29일까지 방송인 김제동이 진행하였고, 2019년 9월 30일부터 2023년 4월 21일까지는 방송인 장성규가 진행하였다. 2021년 6월 26일부터 2023년 5월 14일까지는 주말 한정으로 김민호 아나운서가 진행하였다. 2023년 5월 15일부터는 테이가 진행하고 있다.

## 역대 DJ
- 김성주 (남): 2003년 4월 14일 ~ 2007년 4월 22일
- 지석진 (남): 2007년 4월 23일 ~ 2007년 10월 14일
- 서현진 (여): 2007년 10월 15일 ~ 2008년 10월 12일
- 오상진 (남): 2009년 4월 13일 ~ 2011년 5월 8일
- 이진 (여): 2011년 5월 9일 ~ 2012년 10월 21일
- 전현무 (남): 2013년 9월 2일 ~ 2016년 5월 29일
- 노홍철 (남): 2016년 5월 30일 ~ 2017년 12월 31일
- 김제동 (남): 2018년 4월 9일 ~ 2019년 9월 29일
- 장성규 (남): 2019년 9월 30일 ~ 2023년 4월 21일
- 테이 (남): 2023년 5월 15일 ~ 현재

## 코너
매일 코너
- 오늘의 키워드 뉴스 (w.염규현 기자(월~목), 양효걸 기자(금))
- 깨알 뉴스
- 반반한 퀴즈
- 내내 퀴츠
- 간식 온 테이프
- (주말) 나이스 샷
- (주말) 주말엔 운동해야지~!

요일 코너
- 월요일 : 유행본부 (w.전민기)
- 화요일 : 고민박살 (w.허안나)
- 수요일 : 맛쟁이 신사 (w.이원일)
- 목요일 : 브랜드 랜드 (w.이찌라)
- 금요일 : 불금엔 노래방
- 토요일 : 기혁하니...?
- 일요일 : 정키뮤직 (w.정키)

## 지역 프로그램
- 원주문화방송, MBC강원영동, 춘천문화방송, MBC충북, 광주문화방송, 목포문화방송, 여수문화방송, 안동문화방송, 부산문화방송, 제주문화방송은 자체방송없이 수도권의 방송을 그대로 송출한다.
- 주말에만 방송 : 울산문화방송, MBC경남, 대전문화방송

### 전체 시간대 자체방송
| 프로그램                | 방송지역                             | 방송국       | 진행자 | 주파수                                                            | 비고      |
| ----------------------- | ------------------------------------ | ------------ | ------ | ----------------------------------------------------------------- | --------- |
| 김차동의 FM모닝쇼       | 전북특별자치도                       | 전주문화방송 | 김차동 | FM 99.1㎒                                                         | 매일      |
| 김묘선의 FM모닝쇼       | 대구광역시, 경상북도 남부            | 대구문화방송 | 김묘선 | FM 95.3㎒                                                         | 매일      |
| FM모닝쇼 정세원입니다   | 포항시, 경상북도 동해안              | 포항문화방송 | 정세원 | FM 97.9㎒ (포항, 경주), FM 94.9㎒ (영덕, 울진), FM 90.9㎒ (울릉)  | 매일      |
| 굿모닝FM 조문주입니다   | 울산광역시                           | 울산문화방송 | 조문주 | FM 98.7㎒                                                         | 평일 한정 |
| 조복현의 FM 아침의 행진 | 경상남도                             | MBC경남      | 조복현 | FM 97.7㎒ (진주), FM 96.1㎒ (거창), FM 100.5㎒ (창원, 통영, 거제) | 평일 한정 |
| 이은하의 FM모닝쇼       | 대전광역시, 세종특별자치시, 충청남도 | 대전문화방송 | 이은하 | FM 97.5㎒                                                         | 평일 한정 |

## 같이 보기
- 아침 정보
- 이슬기의 상쾌한 아침 (KBS 2라디오, KBS 쿨FM)
- 우리의 아침, 조경아입니다 (KBS 2라디오)
- 세상을 여는 아침 이영은입니다 (MBC FM4U)
- 김용신의 그대와 여는 아침 (CBS 음악FM)